# Жыланды (могильник)
Жыланды — комплекс древних погребальных сооружений. Находится на территории Абайского района Карагандинской области Казахстана, на берегу реки Нура, в 7 км к югу от села Самар. В 1972 исследован археологом М. Кадырбаевым.
Комплекс представлен двумя группами. Основная группа захоронений состоит из 11 каменных оград, 8 из которых раскопаны. В оградах, представляющих собой кромлехи, находятся земляные насыпи диаметром 2,8—12 м и высотой 0,2—0,4 м, округлой и овальной формы. Особо от них отделена третья ограда с высотой земляной насыпи 0,75 м. Продолговатые, прямоугольные могильные ямы ориентированы с запада на восток и перекрыты сверху каменными плитами. Могилы, находящиеся во второй и третьей оградах, представляют собой каменные ящики. В каждой ограде находится несколько могил. В захоронениях найдена глиняная посуда, бронзовые украшения, кинжалы, орудия из кости. Основная группа захоронений датируется серединой II тысячелетия до н. э. и относится к эпохе бронзы.
Вторая группа захоронений, расположенная в 500 м к юго-востоку от первой, относится к ранней стадии тасмолинской культуры эпохи раннего железа. Некрополь состоит из двух насыпей. Первая насыпь земляная, овальной формы, диаметром с севера на юг 14 м и с запада на восток 17 м, высотой 0,8 м. Вторая насыпь каменная, круглой формы, диаметром 9 м, высотой 0,65 м. Могильные ямы ориентированы с севера на юг, глубина 1 м. Погребённые находились в положении лёжа на спине, головой на север. При раскопках найдены золотые серьги, бронзовое зеркало, бусы с драгоценными камнями. Захоронения датируются VII—VI вв. до н. э.